# Jure Zdovc

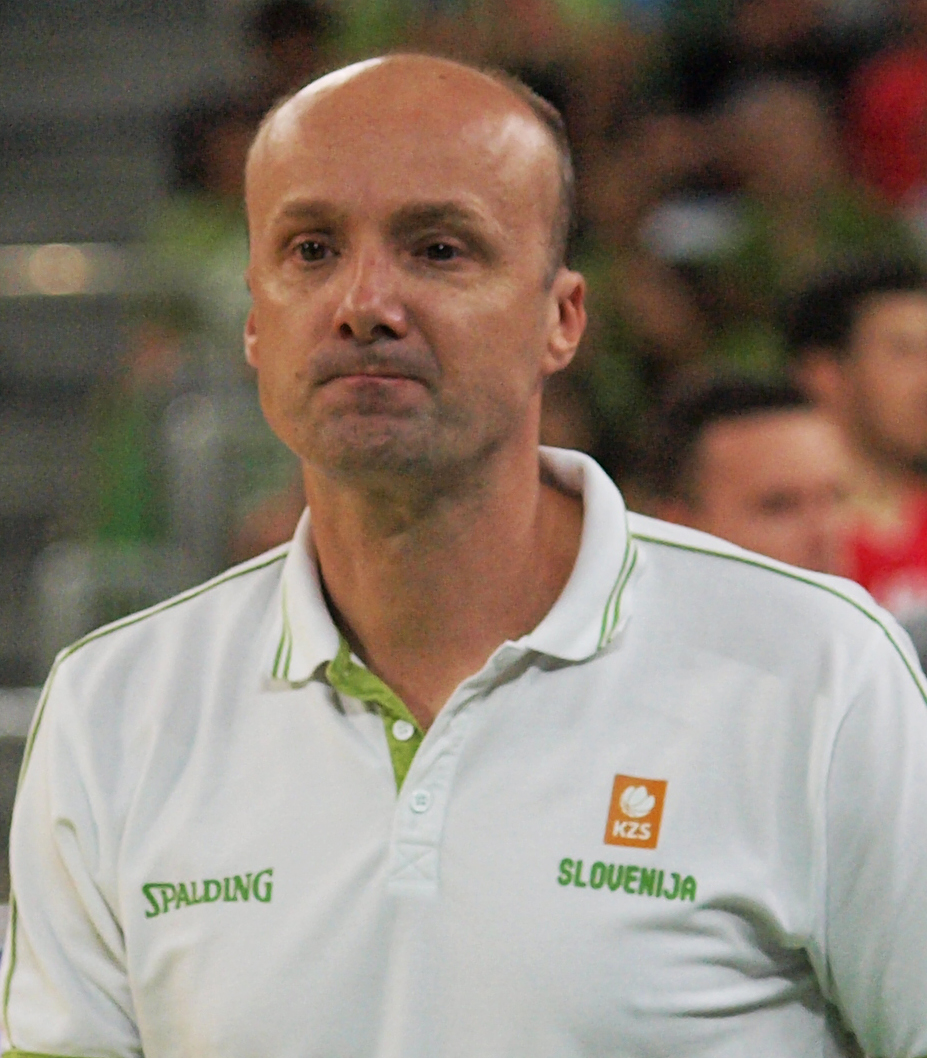

Jure Zdovc, född 13 december 1966 i Maribor, dåvarande Jugoslavien, är en jugoslavisk basketspelare som tog OS-silver 1988 i Seoul. Detta var fjärde gången i rad som Jugoslavien var med bland medaljörerna i herrbasketen vid olympiska spelen. Vid två tillfällen har Zdovc vunnit den slovenska ligan med laget Olimpija Ljubljana.